# Kure
Kure (japanisch 呉市, -shi) ist eine Großstadt in der Präfektur Hiroshima im Südwesten von Honshū, der Hauptinsel von Japan.

## Geschichte
Kure ist eine alte Hafenstadt an der Seto-Inlandsee. Nach 1868 wurde der Hafen auch Marinestützpunkt. Am 1. Oktober 1902 wurde der Ort zur Stadt erhoben. Das Munitionsdepot Kure der U.S. Army wurde 1950 gegründet.

## Sehenswürdigkeiten
- Yamato-Museum mit einem Modell des Schlachtschiffes Yamato im Maßstab 1:10.
- JMSDF Kure-Museum der Meeresselbstverteidigungsstreitkräfte mit dem U-Boot Akishio.

## Verkehr
- Straße:

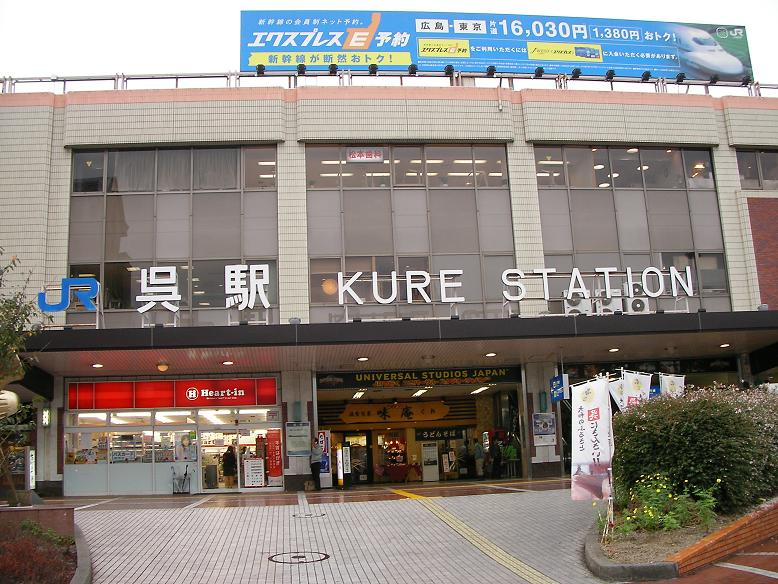
Kure Bahnhof

  - Nationalstraßen 31, 185, 375, 487
- Zug:
  - JR Kure-Linie: nach Mihara

## Wirtschaft
Wirtschaftlich bedeutsam sind neben Maschinenbau noch Werften, und die Stahl- und Papierindustrie.
Vor dem Zweiten Weltkrieg war die Stadt einer der größten Kriegshäfen des japanischen Kaiserreiches. Hier wurde auch das Schlachtschiff Yamato gebaut. Ab 1952 ließ der US-Ingenieur Daniel Keith Ludwig auf der Marinewerft die seinerzeit größten Tanker der Welt bauen.

## Städtepartnerschaften
- Bremerton, Washington, seit 1970
- Jinhae, seit 1999
- Wenzhou, seit 2006[3]

## Söhne und Töchter der Stadt
- Arisaka Hideyo (1908–1952), Linguist
- Yoshio Okada (1928–2008), Mediziner und Zellbiologe
- Yoshiaki Unetani (1944–2022), Marathonläufer
- Fusae Ōta (* 1951), Politikerin und ehemalige Gouverneurin der Präfektur Ōsaka
- Akira Sakata (* 1945), Jazz-Musiker
- Hitomi Shimatani (* 1980), Sängerin
- Masunaga Shizuto (1925–1981), Shiatsu-Praktiker
- Takayoshi Tanimoto (* 1975), Sänger

## Angrenzende Städte und Gemeinden
- Hiroshima
- Higashihiroshima
- Etajima